# Scymnus iowensis
Scymnus iowensis är en skalbaggsart som beskrevs av Thomas Casey 1899. Scymnus iowensis ingår i släktet Scymnus och familjen nyckelpigor. Inga underarter finns listade i Catalogue of Life.